# Philodendron chinchamayense
Philodendron chinchamayense är en kallaväxtart som beskrevs av Adolf Engler. Philodendron chinchamayense ingår i släktet Philodendron och familjen kallaväxter. Inga underarter finns listade.